# Luar na Lubre

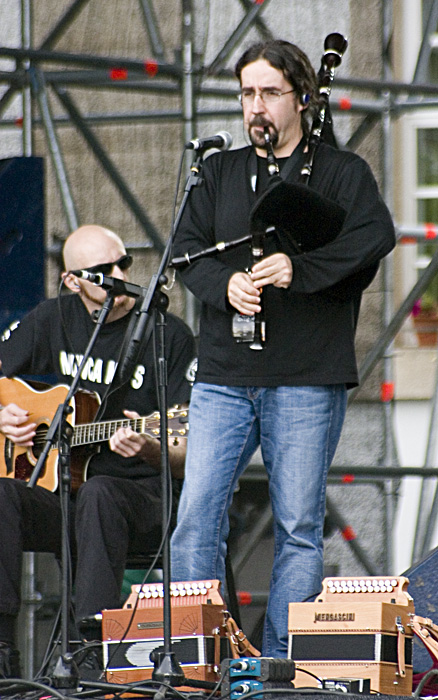
Luar na Lubre avant un concert au festival interceltique d'Ortigueira en Galice (Espagne)

Luar na Lubre est le nom d'un groupe de musique traditionnelle galicienne formé dans les années 1980. Luar signifie en galicien « lueur de la lune » ; Lubre est une forêt magique.

## Présentation
Depuis ses débuts en 1985, cette formation musicale n'a cessé de faire découvrir la musique et les valeurs galiciennes dans le monde entier, au fur et à mesure que le groupe prenait de l'importance.
L'artiste qui les a amenés au-devant de la scène a été Mike Oldfield, tombé sous le charme du thème "O son do ar" Le son de l'air, composé par Bieito Romero.
Un thème que Mike Oldfield reprendra d'ailleurs en partie sur son album Voyager en 1996 sous le titre de Song of the Sun.
En 1992, Mike Oldfield leur a proposé de participer à sa tournée mondiale, c'est ainsi qu'ils ont acquis une renommée internationale.
Les instruments utilisés sont la gaïta galicienne (quelquefois les uilleann pipes) l'accordéon diatonique, le violon, la flautas et la flûte, le chello, la guitare acoustique, le bouzouki, le pandereta, le bodhran et les percussions.
Depuis 2005, la voix est celle de la chanteuse portugaise Sara Louraço Vidal, elle remplace l'emblématique chanteuse et violoncelliste Rosa Cedrón, qui a entamé une carrière solo.
Luar na Lubre puise son inspiration dans la culture galicienne, mais reste ouvert aux influences des autres pays de tradition celtiques que sont l'Irlande, l'Écosse, ou la Bretagne.
Depuis 1986 le style musical de Luar na Lubre n'a cessé d'évoluer. Le travail en studio et les répétitions leur permettent de réaliser ce qu'ils savent faire le mieux : les concerts.
Les membres du groupe en 2005 : Sara Louraço Vidal (chant), Xan Cerqueiro (flautas, clavier), Xulio Varela (bouzouki, spins a top, tarrañola et pandereta), Patxi Bermúdez (bodhran, batterie et djimbe), Bieito Romero (gaitas, accordéon diatonique et zanfoña), Eduardo Comma (violon), Pedro Valero (guitare acoustique) et Xavier Ferreiro (percussion latines, autres effets sonores).
En 2008, le thème O son do ar sera repris par Shira Kammen pour le jeu vidéo Braid sous le titre de Downstream.

## Discographie
- O Son do Ar (1988)
- Beira Atlántica (1990)
- Ara Solis (1993)
- Plenilunio (1997)
- Cabo do Mundo (1999)
- XV Aniversario (2001)
- Espiral (2002)
- Hai un Paraiso (2004)
- Saudade (2005)
- Camiños da fin da terra (2007)
- Ao Vivo (2009)
- Mar Major (2012)
- Torre de Breoghán (2014)
- Extra Mundi (2015)

## Filmographie
- Un bosque de música (2004) Documentaire, 01h30, réalisateur: Ignacio Vilar